# Şah İsmail Xətai (Metro de Bakú)
Şah İsmail Xətai es una estación del Metro de Bakú. Se inauguró el 22 de febrero de 1968.